# Волтон (Канзас)
Волтон (енгл. Walton) град је у америчкој савезној држави Канзас.

## Демографија
По попису из 2010. године број становника је 235, што је 49 (-17,3%) становника мање него 2000. године.
| Група             | 2000.       | 2010.       |
| Белци             | 263 (92,6%) | 207 (88,1%) |
| Афроамериканци    | 4 (1,4%)    | 1 (0,4%)    |
| Азијати           | 0 (0,0%)    | 1 (0,4%)    |
| Хиспаноамериканци | 11 (3,9%)   | 14 (6,0%)   |
| Укупно            | 284         | 235         |